# Johann von Lontzen
Johann von Lontzen (* um 1497 in Aachen; † um 1591 ebenda) war Schöffe und Bürgermeister der Reichsstadt Aachen.

## Leben und Wirken
Lontzens Laufbahn ergibt sich aus einer Zeugenaussage, zu der er im Jahr 1550 aufgefordert worden war. Darin gab er zu Protokoll, dass er 53 Jahre alt und in Aachen geboren sei. Er habe nach einigen Auslandsaufenthalten eine Laufbahn bei der Stadt Aachen angetreten und bekleide den Posten als Stadtsekretär. Als solcher unterzeichnete er als Delegierter der Stadt Aachen die Reichsabschiede auf den Reichstagen zu Speyer 1542 und Augsburg 1551.
Dadurch erwarb sich von Lontzen hohes Ansehen und wurde, obwohl er nicht aus einem Schöffengeschlecht stammte, was eigentlich die Voraussetzung war, im Jahr 1564 in den Schöffenstuhl aufgenommen. Schließlich wurde er in den Jahren 1568/69 (mit Nicolas Wilremann als Bürger-Bürgermeister aus den Reihen der Zünfte), 1575/76 (mit Johann Rulandt), möglicherweise auch 1576/77 (mit Johann Fiebus), ferner 1579/80 und 1581/82 (jeweils mit Simon II. Engelbrecht, bzw. Johann Fiebus nach der Neuwahl 1581) sowie 1583/84 und 1585/86 (mit Peter von Zevel) zum Schöffenbürgermeister der Stadt Aachen gewählt.
In seinem ersten Amtsjahr unterzeichnete von Lontzen seitens der Stadt den Vertrag von Wittem vom 30. September 1568 zwischen Aachen und Prinz Wilhelm von Oranien, der durch die Vorarbeit des Schöffen Matthias Peltzer ausgehandelt worden war. Der Prinz benötigte in den Anfangsmonaten des Achtzigjährigen Krieges Geldzuwendungen für seinen Feldzug gegen die spanischen Truppen von Herzog Alba, der bereits bei Maastricht stand. Er forderte hierzu unter Androhung militärischer Gewalt eine Abstandszahlung für die in der Stadt deponierten spanischen Bedarfsgüter des Grafen Johann I. von Ostfriesland, da er diese sonst konfiszieren würde. Die Stadt sicherte Wilhelm von Oranien 20.000 Reichstaler zu und verhinderte damit, zum Kriegsschauplatz der feindlichen Truppen zu werden.
In seiner zweiten Amtsperiode war von Lontzen Leiter der Aachener Delegation auf dem Reichstag in Regensburg und unterzeichnete dort den Reichsabschied von 1576. Bereits zuvor war er in Aachen in die Sakramentsbruderschaft von St. Foillan eingetreten, konvertierte jedoch wenige Monate später zum protestantischen Glauben und wurde zu einem der einflussreichen Wortführer der Aachener Protestanten im Verlauf der laufenden Aachener Religionsunruhen. Er setzte sich dabei maßgeblich dafür ein, dass die Protestanten sowohl im Stadtrat als auch in öffentlichen Ämtern entsprechend den Wahlergebnissen vertreten sein sollten.
Bei der turnusmäßigen Bürgermeisterwahl im Mai 1581 kam es zum Eklat, nachdem die Protestanten aus ihren Reihen Johann von Lontzen und Simon II. Engelbrecht gewählt hatten, während die Katholiken mehrheitlich ihre Stimme für Albrecht Schrick und Johann Fiebus abgegeben hatten. Eine daraufhin angesetzte Neuwahl am 5. Juni 1581 bestätigte schließlich von Lontzen und Fiebus als gemischtkonfessionelles Paar in ihren Ämtern. Bei seinen nächsten Wahlen in das Bürgermeisteramt erhielt von Lontzen aufgrund der nunmehr protestantischen Mehrheit im Rat mit Peter von Zevel einen evangelischen Bürger-Bürgermeister als Partner, der zugleich ein Onkel seiner Frau war.
In seinem letzten Amtsjahr verlor von Lontzen sein Amt durch eine rechtliche Auseinandersetzung gegen Wilhelm Mott, den Ehemann von Barbara Rave, einer Schwester seiner Frau. Dieser war zuvor durch von Lontzen wegen der Entführung von Barbara Rave zwecks Ehelichung zunächst aus der Stadt verwiesen und anschließend wegen öffentlichen Beleidigungen gegen den Bürgermeister verhaftet worden. Mott warf nun seinerseits dem Bürgermeister Bestechung im Amt vor und konnte im anschließenden Prozess Zeugen für seine Anschuldigungen auftreiben. Von Lontzen wurde daraufhin per Urteil vom 28. April 1586 von allen öffentlichen Ämtern enthoben und aus dem Schöffenstuhl entlassen sowie ein Drittel seines Vermögens dem Rat zugesprochen und zusätzlich die Wasserzufuhr zu seinem Haus gekappt.
Noch im gleichen Jahr wurde von Lontzen in Jülich sogar wegen Missachtung von Autoritäten und Bestechlichkeit vom Herzog Wilhelm von Jülich-Kleve-Berg verhaftet. Diesmal setzte sich der protestantische Rat für von Lontzen ein und belegte, dass er bereits in Aachen maßgeblich verurteilt worden sei. Dennoch dauerte es noch bis zum September 1590, bis dass er wieder auf freiem Fuß kam. Er versuchte noch beim Reichskammergericht Einspruch gegen das Urteil vom 1586 zu erwirken und seine Vermögensverhältnisse wiederzuerlangen, doch er erlebte das Urteil nicht mehr.
Johann von Lontzen war verheiratet mit Maria von Rave, Tochter des Lehnsherrn von Schloss Crapoel, Reinhard Rave, und der Johanna von Zevel. Die Ehe blieb kinderlos. Seit 1569 war er Lehnsherr des Schleidener Lehns, das ihm im Rahmen des Korruptionsurteils von 1586 entzogen wurde. Die Familie besaß und bewohnte das Haus „Zur goldenen Kette“ an der Ecke Markt/Kockerellstraße in Aachen, das später eine bekannte Aachener Gaststätte beherbergte und Ende der 1980er-Jahre abgerissen wurde.